# Halen (Emstek)
Halen is een plaats in de Duitse gemeente Emstek, deelstaat Nedersaksen, en telt circa 1.600 inwoners (2010).
Nabij het dorp ligt een ecologisch waardevol bos, genaamd Urwald, met het karakter van een zgn. Hudewald.
Het dorp ligt betrekkelijk dicht bij de - van een spoorwegstation voorziene - stad Cloppenburg (8 km westwaarts) en 2 km ten noorden van het dorp Emstek. Doordat ook de Autobahn A29, afrit 20 Ahlhorn niet verder dan ruim 5 km verwijderd is, heeft de gemeente Emstek ingezet op bewoning van dit dorp door gezinnen met jonge kinderen. Daartoe is in de jaren 1990-2015 een kleine nieuwe woonwijk bij het dorp gebouwd, en zijn de les- en openingstijden van de plaatselijke basisschool en kinderopvang aan de behoeften van woonforensen aangepast.
- Virtual International Authority File: 237458532